# Reeve Aleutian Airways

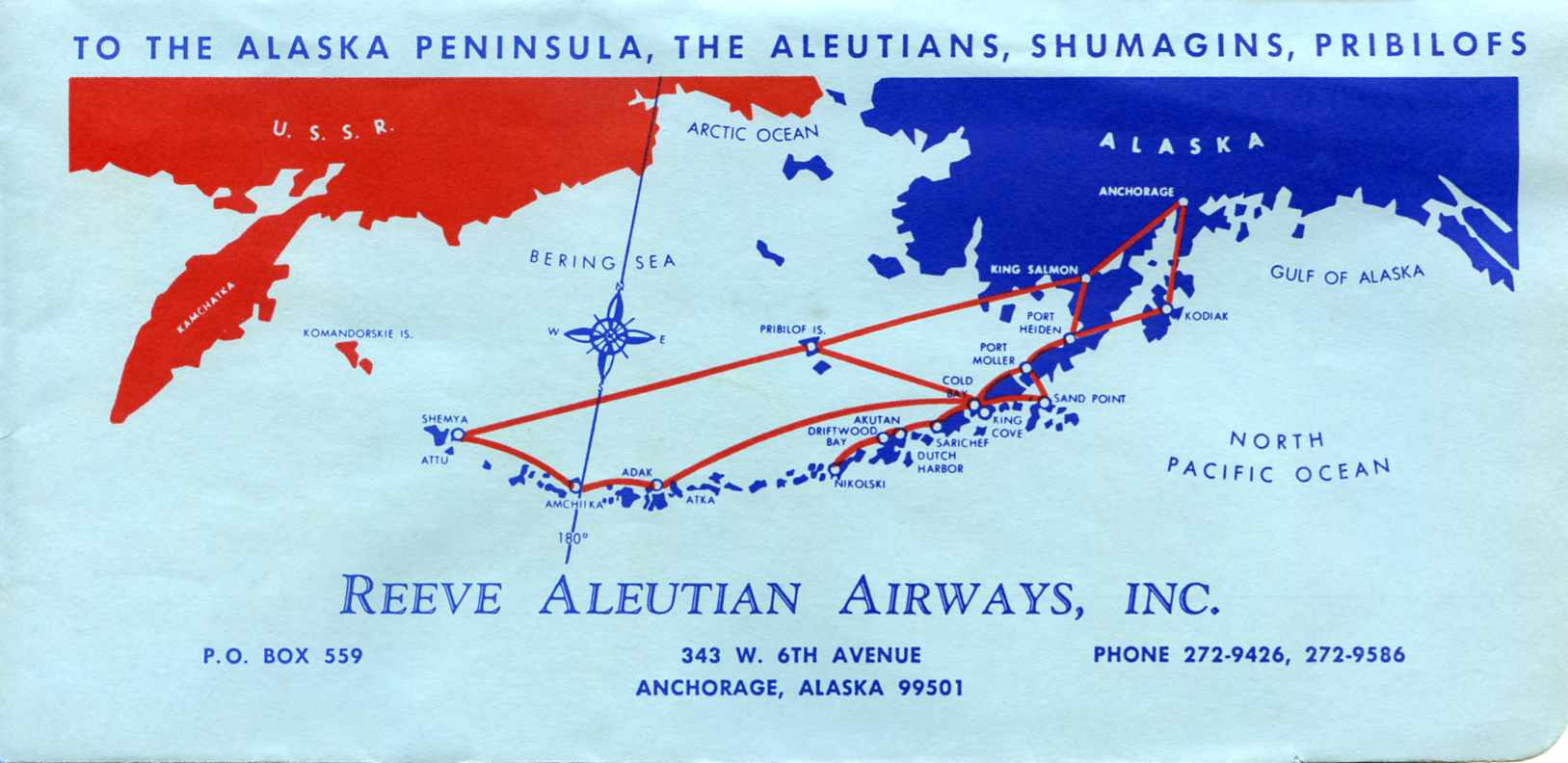
Lignes aériennes de Reeave Aleutian Airways

Reeve Aleutian Airways est une ancienne compagnie aérienne qui a cessé ses activités en décembre 2000. 
Elle avait été fondée en 1947 par un pilote, Robert Reeve (1902-1980), et était basée à Anchorage en Alaska.

## Accidents et incidents aériens

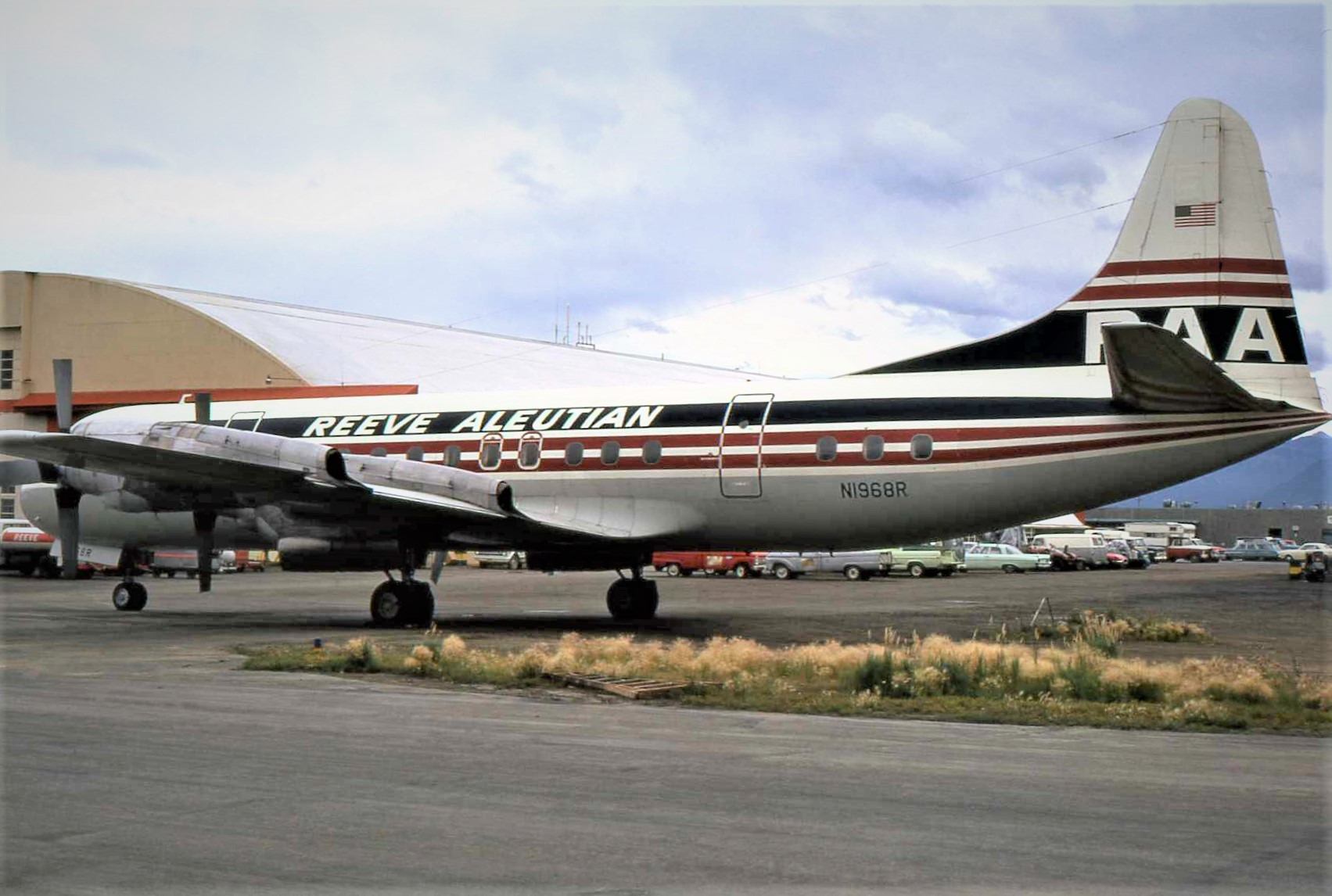
Lockheed L-188 de la Reeve Aleutian Airways

La compagnie a dû faire face à plusieurs accidents aériens, dont en 1983 la perte d'un moteur sur un Lockheed L-188C Electra.